# Tacuyá
Tacuyá är en ort i Mexiko.   Den ligger i kommunen Santiago Juxtlahuaca och delstaten Oaxaca, i den sydöstra delen av landet, 270 km söder om huvudstaden Mexico City. Tacuyá ligger 1 995 meter över havet och antalet invånare är 239.
Terrängen runt Tacuyá är bergig åt sydväst, men åt nordost är den kuperad. Runt Tacuyá är det ganska glesbefolkat, med 32 invånare per kvadratkilometer. Närmaste större samhälle är Santiago Juxtlahuaca, 12,6 km norr om Tacuyá. I omgivningarna runt Tacuyá växer i huvudsak städsegrön lövskog.